# All of Us Strangers
All of Us Strangers is een Britse romantische fantasyfilm uit 2023, geschreven en geregisseerd door Andrew Haigh. De film is losjes gebaseerd op de roman Strangers uit 1987 van Taichi Yamada.

## Verhaal
Adam, een scenarioschrijver die in Londen woont, ontmoet zijn mysterieuze buurman Harry en ontdekt later dat zijn lang overleden ouders in zijn ouderlijk huis er nog steeds hetzelfde uitzien als dertig jaar geleden.

## Rolverdeling
| Acteur            | Personage    |
| ----------------- | ------------ |
| Andrew Scott      | Adam         |
| Paul Mescal       | Harry        |
| Jamie Bell        | Adams vader  |
| Claire Foy        | Adams moeder |
| Carter John Grout | jonge Adam   |

## Release
De film ging in première op 31 augustus 2023 op het Filmfestival van Telluride. De film zal naar verwachting op 22 december 2023 worden uitgebracht door Searchlight Pictures in de Verenigde Staten en op 26 januari 2024 in het Verenigd Koninkrijk.

## Ontvangst
Op Rotten Tomatoes heeft All of Us Strangers een waarde van 97% en een gemiddelde score van 8,60/10, gebaseerd op 39 recensies. Op Metacritic heeft de film een gemiddelde score van 92/100, gebaseerd op 17 recensies.

## Prijzen en nominaties
| Jaar | Prijs                                   | Categorie                        | Genomineerde(n)            | Uitslag     |
| ---- | --------------------------------------- | -------------------------------- | -------------------------- | ----------- |
| 2024 | Film Independent Spirit Awards          | Beste film                       | Beste film                 | Genomineerd |
| 2024 | Film Independent Spirit Awards          | Beste regisseur                  | Andrew Haigh               | Genomineerd |
| 2024 | Film Independent Spirit Awards          | Beste hoofdrol                   | Andrew Scott               | Genomineerd |
| 2024 | British Academy Film Awards             | Beste regisseur                  | Andrew Haigh               | Genomineerd |
| 2024 | British Academy Film Awards             | Beste bewerkte scenario          | Andrew Haigh               | Genomineerd |
| 2024 | British Academy Film Awards             | Beste vrouwelijke bijrol         | Claire Foy                 | Genomineerd |
| 2024 | British Academy Film Awards             | Beste mannelijke bijrol          | Paul Mescal                | Genomineerd |
| 2024 | British Academy Film Awards             | Uitzonderlijke Britse film       | Uitzonderlijke Britse film | Genomineerd |
| 2024 | British Academy Film Awards             | Beste casting                    | Kahleen Crawford           | Genomineerd |
| 2024 | Golden Globe                            | Beste acteur in een film – drama | Andrew Scott               | Genomineerd |
| 2024 | Critics Choice Awards                   | Beste bewerkte scenario          | Andrew Haigh               | Genomineerd |
| 2024 | Satellite Awards                        | Beste acteur in een dramafilm    | Andrew Scott               | Genomineerd |
| 2024 | Satellite Awards                        | Beste bewerkt script             | Andrew Haigh               | Genomineerd |
| 2023 | Internationaal filmfestival van Chicago | Gouden Hugo                      | Andrew Haigh               | Genomineerd |